# Сіліштя (Рачу, Димбовіца)
Сіліштя (рум. Siliștea) — село у повіті Димбовіца в Румунії. Входить до складу комуни Рачу.
Село розташоване на відстані 65 км на північний захід від Бухареста, 13 км на південь від Тирговіште, 140 км на північний схід від Крайови, 95 км на південь від Брашова.

## Населення
За даними перепису населення 2002 року у селі проживали 886 осіб, усі — румуни. Усі жителі села рідною мовою назвали румунську.